# 羅德斯島的卡斯托
羅德斯島的卡斯托是古希臘羅德斯島的文法學家、修辭學家，也被提及是歷史方面的權威，可能和西塞羅、凱撒是同時代的人。